# Journal of Visual Communication and Image Representation
Journal of Visual Communication and Image Representation is een internationaal, aan collegiale toetsing onderworpen wetenschappelijk tijdschrift op het gebied van de informatica. De naam wordt in literatuurverwijzingen meestal afgekort tot J. Vis. Comm. Image Represent. Het wordt uitgegeven door Elsevier en verschijnt 4 keer per jaar.